# Cantonul Besse-et-Saint-Anastaise
Cantonul Besse-et-Saint-Anastaise este un canton din arondismentul Issoire, departamentul Puy-de-Dôme, regiunea Auvergne, Franța.

## Comune
- Besse-et-Saint-Anastaise (reședință)
- Chambon-sur-Lac
- Compains
- Égliseneuve-d'Entraigues
- Espinchal
- Murol
- Saint-Diéry
- Saint-Pierre-Colamine
- Saint-Victor-la-Rivière
- Valbeleix